# Спормађоре
Спормађоре (итал. Spormaggiore) је насеље у Италији у округу Тренто, региону Трентино-Јужни Тирол.
Према процени из 2011. у насељу је живело 1174 становника. Насеље се налази на надморској висини од 573 м.

## Становништво
Према резултатима пописа становништва 2011. у општини је живело 1.259 становника.
| 1931. | 1936. | 1951. | 1961. | 1971. | 1981. | 1991. | 2001. | 2011. |
| ----- | ----- | ----- | ----- | ----- | ----- | ----- | ----- | ----- |
| 1.413 | 1.272 | 1.305 | 1.152 | 1.079 | 1.023 | 1.062 | 1.175 | 1.259 |